# کریگ (آیووا)
کریگ (به انگلیسی: Craig) شهری در ایالت آیووا کشور ایالات متحده آمریکا است که جمعیت آن در سرشماری سال ۲۰۱۰ میلادی، ۸۹ نفر بوده‌است.